# 브라이언 드러먼드
브라이언 드러먼드(Brian Drummond)는 캐나다의 성우이다.

## 성우

### 일본의 애니메이션
- 블랙 라군
- 카드캡터 사쿠라
- 데스노트
- 드래곤볼 슈퍼
- 드래곤볼 Z
- 드래곤 드라이브
- 방가방가 햄토리
- 이누야샤
- 마스터 키튼
- 신기동전기 건담 W
- 기동전사 건담 SEED
- 기동전사 건담 SEED DESTINY
- 기동전사 건담 더블 오
- 몬스터 팜
- NANA (만화)
- 파워퍼프걸Z
- 란마 ½
- 작안의 샤나
- 초 로봇 생명체 트랜스포머 마이크론 전설
- 천공의 에스카플로네
- 조이드 신세기 슬래시 제로
- 조이드 퓨저스

### 일본 외 애니메이션
- 바비: 프린세스 참 스쿨
- 바비와 삼총사
- 바비 에즈 더 아일랜드 프린세스
- 바비의 공주와 거지
- 바비의 백조의 호수
- 비스트 머신즈
- 바이오니클 2 - 메트루 누이의 전설
- 밥 더 빌더
- 브랏츠
- 아기 공룡 버디
- 다이노트럭스
- 드림킥스
- 레고 쥬라기 월드: 이슬라 누블라 섬의 전설
- 넥소 나이츠
- 레고 닌자고 (애니메이션)
- 레고 스타워즈
- 리틀펫샵
- 말하는 강아지 마사
- 메가맨: 풀리 차지드
- 뮨: 달의 요정
- 마이 리틀 포니: 우정은 마법
- 마이 리틀 포니: 이퀘스트리아 걸스 - 레인보우 락
- 마이 리틀 포니: 이퀘스트리아 걸스 - 에버프리의 전설
- 부그와 엘리엇: 늑대 인간의 공포
- 팩맨과 유령의 모험
- 갤럭시 히어로즈: 라쳇 앤 클랭크
- 우주탐험가 젯
- 달려라 카카
- 슬러그테라
- 소닉 프라임
- 소닉 언더그라운드
- 스파이더맨 언리미티드
- 어린 왕자 (2010년 애니메이션)
- 윌러비 가족

### 실사 영화
- 데스노트 (영화)
- 데스노트: 라스트 네임
- 데스노트: L 새로운 시작

### 비디오 게임
- 전국 바사라
- 드라갈리아 로스트
- 워해머 40,000: 돈 오브 워: 다크 크루세이드
- 워해머 40,000: 돈 오브 워: 윈터 어설트